# 阳光失了玻璃窗
《阳光失了玻璃窗》是人工智能微软小冰创作的首部诗集，于2017年5月19日由微软与图书出版商湛庐文化在北京发布。這項研究由台灣大學徐宏民教授、林守德教授和微軟亞洲研究院宋睿華研究員共同指導，由台灣大學資工研究所研究生吳肇中和網路多媒體研究所畢業生鄭文峰在微軟亞洲研究院實習時完成。

## 创作
据介绍，小冰对1920年以来519名现代诗人的作品进行了一万次迭代，每次迭代耗时0.6分钟，最终拥有了“读图作诗”的能力，并形成了自己的文风。小冰使用最多的意象是老槐树。然而，小冰对自己的作品并不具有理解力。

## 出版
据图书出版商介绍，诗集筹备过程中，ISBN的备案颇费周折，但最终顺利出版。

## 逸事
据微软介绍，小冰曾用27个化名在天涯、豆瓣、简书等网络社区发表作品，引发读者们的讨论，但没有人发现小冰是人工智能。

## 著作权争议
诗集出版后，其著作权遭到侵犯。有法律专家认为，人工智能的作品仍当按照艺术性和独创性的标准判断著作权，并将人工智能的所有者视为著作权人。但有诗人认为，诗集中的一些作品有明显的机械性，因此不具有艺术性和独创性。